# Nakayama Tadayasu
Nakayama Tadayasu est un nom japonais traditionnel ; le nom de famille (ou le nom d'école), Nakayama, précède donc le prénom (ou le nom d'artiste).
Pour les articles homonymes, voir Nakayama (homonymie).
Nakayama Tadayasu (中山 忠能), 17 décembre 1809 – 12 juin 1888, est un courtisan et membre de la noblesse japonaise de la toute fin de l'époque d'Edo puis kazoku de l'empire du Japon postérieur à 1867. Il est le père de Nakayama Yoshiko (1834–1907) mère de l'empereur Meiji, né et élevé dans la maison de Nakayama. Il a le rare honneur d'être décoré de l'Ordre du Chrysanthème de son vivant.

## Jeunesse
Deuxième fils de Nakayama Tadayori, membre des kuge (noblesse de cour), en 1821, à l'âge de onze ans, Nakayama est nommé major-général provisoire de la garde impériale de la gauche.
Nakayama épouse Matsura Aiko (1818–1906), une fille de Matsura Kiyoshi (1760–1841), neuvième daimyō du domaine de Hirado et célèbre épéiste.

## Courtisan

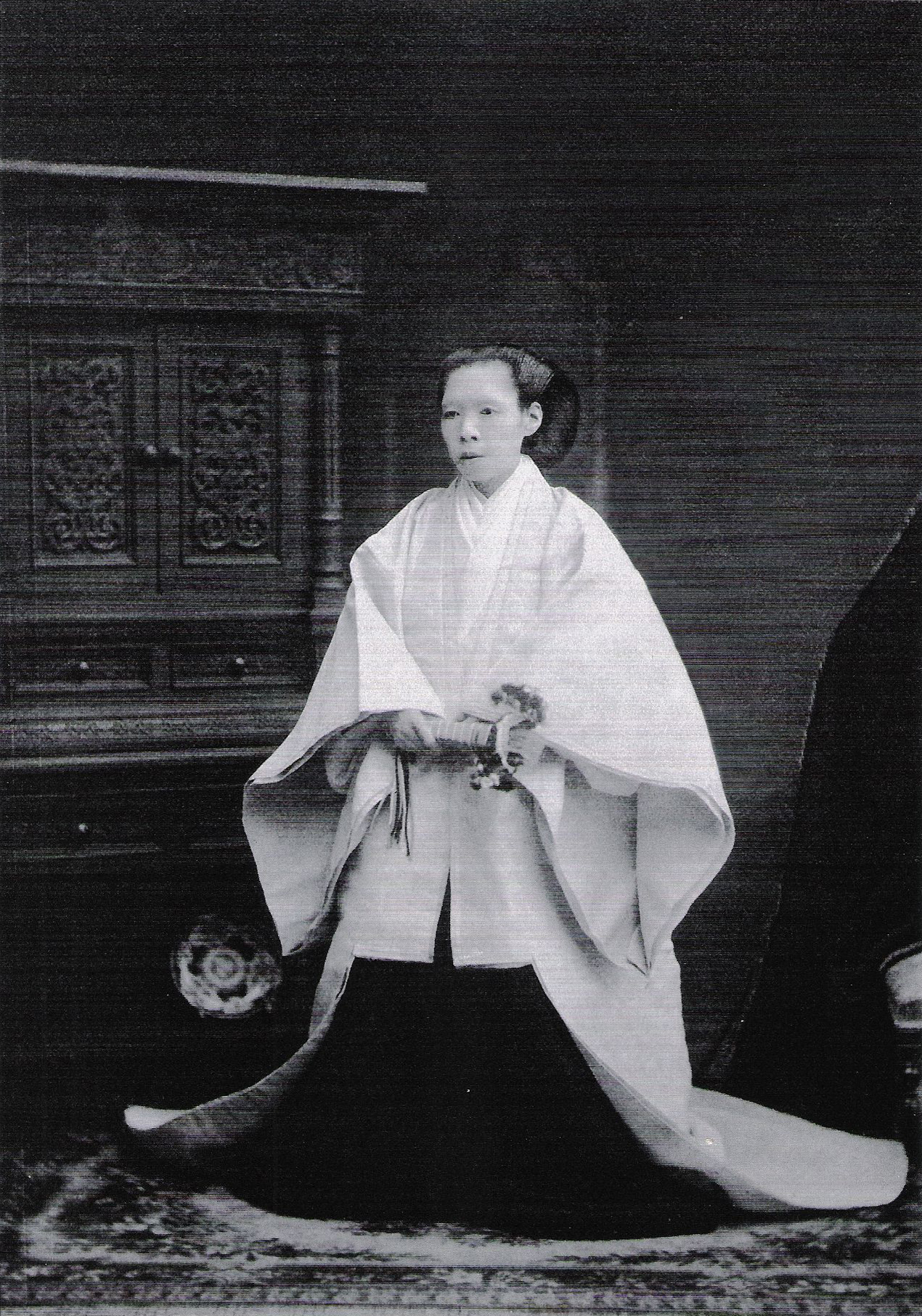
Yoshiko, fille de Nakayama.

Nakayama bénéficie d'une série de nominations à la cour au service de l'empereur Ninkō (1800–1846) et de son successeur l'empereur Kōmei (1831–1867). En 1844, il est nommé conseiller provisoire du milieu, en 1847 grand conseiller provisoire et l'année suivante conseiller principal provisoire de deuxième rang. À partir de 1849, il est plusieurs fois ambassadeur et secrétaire personnel de l'empereur Kōmei. En 1851, l'une des filles de Nakayama, Yoshiko, rejoint la cour comme dame de compagnie provisoire et l'année suivante donne naissance au fils de l'empereur. Nakayama est chargé de l'éducation de son petit-fils, Mutsuhito, futur empereur Meiji et de nombreuses années plus tard, celle de son arrière-petit-fils Yoshihito, autre futur empereur. Dans le cas de Mutsuhito, Nakayama 
est aussi officiellement son tuteur. Yoshihito est installé dans la maison de Nakayama le 7 décembre 1879 alors qu'il a à peine trois mois. C'est un enfant maladif et Nakayama passe de nombreux jours et nuits à son chevet.
En 1858, Nakayama est à la tête des courtisans qui s'opposent au Traité de commerce et d'amitié signé entre le Japon et les États-Unis qui ouvre les ports de Kanagawa, Kobe, Nagasaki, Niigata et Hakodate au commerce étranger et à l'installation des Américains. En décembre 1862, Nakayama est nommé consultant spécial de l'empereur pour les affaires nationales mais en 1864 est éloigné de la cour en conséquence de son implication dans l'incident de Kinmon, tentative de contrôler l'empereur. Cependant, son bannissement est levé en janvier 1867 lorsque Kōmei meurt de façon inattendue et que le petit-fils de Nakayama, un garçon âgé de seulement quatorze ans, accède au trône impérial.
Le 3 janvier 1868, lorsque Iwakura Tomomi arrange la prise de contrôle du palais impérial de Kyoto et met en place la restauration de Meiji qui entraîne finalement la création de l'empire du Japon post-shogunal, Nakayama fait partie des courtisans qui soutiennent cette initiative. Selon Peter Kornicki, « La coopération de Nakayama avec Iwakura a été essentielle à la réussite du coup d'État ». Nakayama et Iwakura deviennent tous deux des courtisans et personnalités politiques influentes de l'ère Meiji.

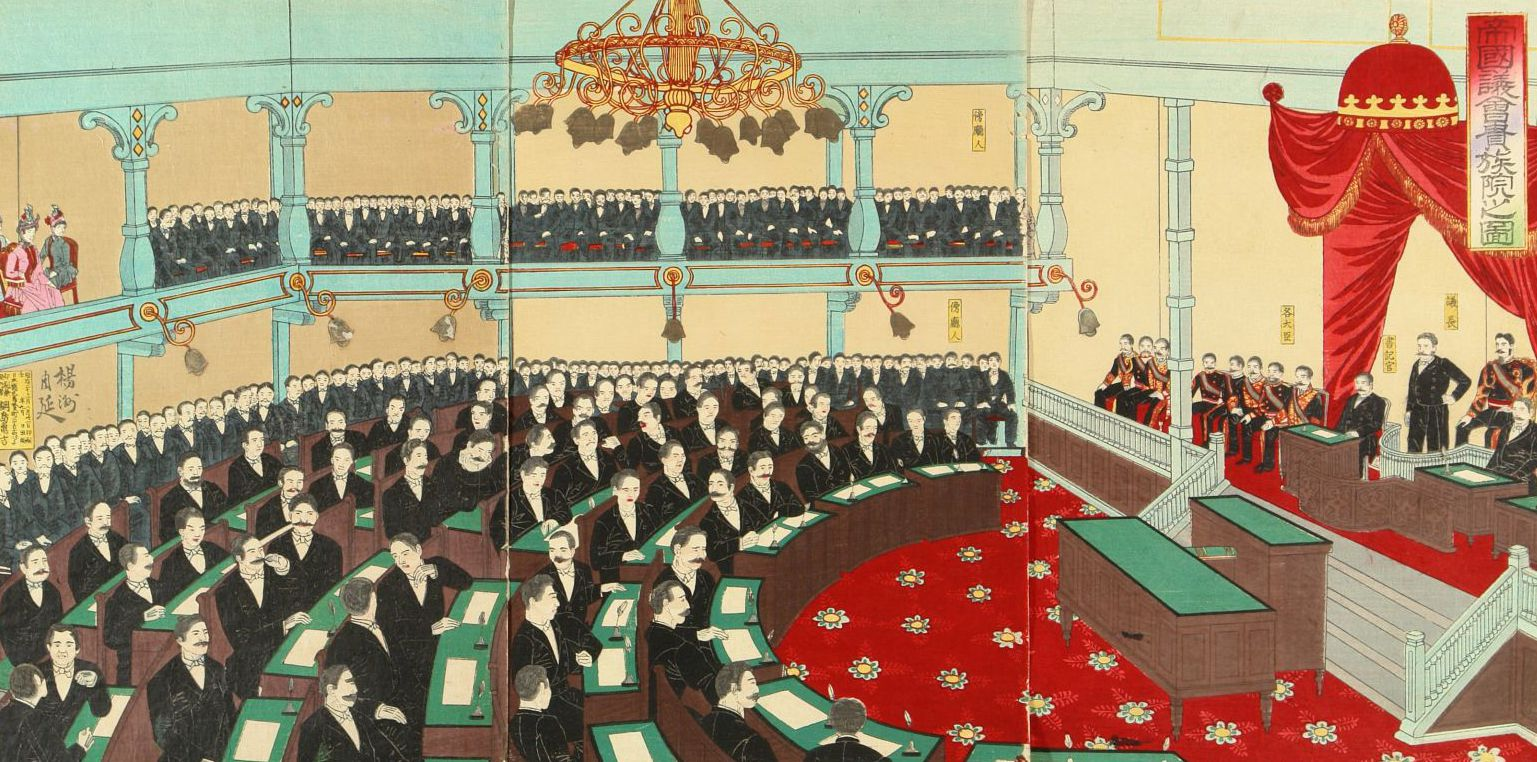
La chambre des pairs dans les années 1880.

Nommé membre de l'ordre du Soleil levant, première classe, en 1880, Nakayama est fait marquis en 1884 lorsque l'empereur crée une nouvelle pairie sur le modèle européen. Cela lui donne un siège à la Chambre des pairs du Japon, Chambre haute de la Diète impériale. Le 14 mai 1888, un mois avant son décès, il reçoit l'accolade suprême de se voir attribuer le grand cordon de l'ordre du Chrysanthème de son vivant, honneur rarement accordé.

## Honneurs

### Rangs de cour
- Cinquième rang junior (1810)
- Cinquième rang (1812)
- Cinquième rang principal, degré junior (1814)
- Quatrième rang junior (1816)
- Quatrième rang  (1818)
- Quatrième rang principal, degré junior (1820)
- Quatrième rang principal (1834)
- Troisième rang (1841)
- Troisième rang principal (1843)
- Deuxième rang (1845)
- Deuxième rang principal (1848)
- Premier rang (1868)

### Titres
- Marquis (1884)

### Décorations
- Grand cordon de l'ordre du soleil levant (1880)
- Grand cordon de l'ordre du chrysanthème (14 mai 1888)